# الكسندر كوزنيتسوف (رياضياتي)
الكسندر كوزنيتسوف (بالروسية: Кузнецов, Александр Геннадьевич)‏ هو رياضياتي روسي، ولد في 1 نوفمبر 1973 في موسكو في روسيا.